# Brandon Flowers
 Der er flere personer med dette navn, se Brandon Flowers (amerikansk fodbold).
Brandon Richard Flowers (født 21. juni 1981) er sanger og keyboardspiller i det Las Vegas-baserede post-punk-band The Killers.

## Tidlige liv
Flowers, det yngste af seks børn, blev født den 21. Juni 1981, i Henderson, Nevada uden for Las Vegas af forældre med litausk og skotsk baggrund. Han har en storebror og fire storesøstre. Flower's familie boede i Henderson til han var 8 år gammel, hvor de flyttede til Nephi, Utah. Brandon levede i Nephi indtil hans første år i high school, hvor han flyttede tilbage til Las Vegas. Hans mor gik derhjemme og passede huset, og hans far arbejdede i en grøntbutik. Hans forældre opdrog ham og resten af hans familie som aktive medlemmer af Jesu Kristi Kirke af Sidste Dages Hellige.

## Karriere
Efter at Flowers droppede ud af college, var han i en kort periode på Gold Coast Hotel And Casino i Las Vegas. I 2001 blev han droppet af det første band, han var medlem af, et Synth Pop-band ved navn The Blush Response, fordi han nægtede at flytte med resten af bandet til Los Angeles, Californien. Kort tid efter var Brandon tilskuer til en Oasis koncert. Dér gik det op for ham, at han ville droppe idéen om et keyboard-band, og lave et rigtigt rockband. Derfor begyndte han at søge efter en guitarist.